# Hanseat (Schiff, 1988)
Die Hanseat ist ein Fahrgastschiff der Bremer Reederei Hal över.

## Geschichte
Die Hanseat wurde als Baunummer 143 auf der Rolandwerft gebaut und lief 1988 für die Reederei von Otto Wilhelm August Schreiber vom Stapel. Nach der Indienststellung wurde sie für Rundfahrten auf der Unterweser eingesetzt. 2002 fusionierte die Schreiber-Reederei mit Hal över und damit wurde auch die Hanseat übernommen. Sie wurde noch im gleichen Jahr modernisiert.
Am 29. März 2007 stieß die Hanseat im Küstenkanal mit der Hundsmühler Straßenbrücke zusammen. Dabei wurde das Steuerhaus zerstört und der Kapitän leicht verletzt.

## Ausstattung und Einsatz
Die Hanseat ist für 400 Passagiere zugelassen, deren Einrichtungen sich über zwei Decks verteilen. Im Restaurant stehen 250 Plätze und für Tagungen 80 Plätze zur Verfügung.
Die Hanseat ist an der Schlachte stationiert und wird weiterhin hauptsächlich für Rundfahrten auf der Bremer Unterweser eingesetzt. Darüber hinaus gibt es Sonderfahrten und das ganze Schiff kann auch gechartert werden.